# (668643) 2012 DR30
2009 FW54 — транснептуновый объект с очень большим афелием. Был открыт в марте 2009 года в обсерватории Китт-Пик (США), в рамках программы Spacewatch, которая служит в первую очередь для поиска потенциально опасных околоземных астероидов. В момент обнаружения астероид находился между орбитой Сатурна (9,5 а.е.) и Урана (19,2 а.е.). Диаметр астероида оценивается в 150—200 км. После шести наблюдений астероид был потерян.
23 февраля 2012 года группа астрономов из Австралии во главе с G. J. Garradd, работающих по программе поиска сближающихся с Землёй астероидов и комет (Обзор Сайдинг-Спринг), обнаружили медленно движущийся объект, который находился далеко за орбитой Сатурна. Его яркость была 18,7 m, что позволяет его наблюдать только в большие любительские телескопы. Объект получил временное обозначение 2012 DR30. Через четыре дня после его открытия, астрономы из Центра малых планет смогли определить, что объект 2012 DR30 — это потерянный астероид 2009 FW54.
В марте 2011 года 2009 FW54 (2012 DR30) находился вблизи своего перигелия — ближайшей точке орбиты к Солнцу. В перигелии расстояние до Солнца составляет около 14,544 астрономических единиц (2,18 миллиарда километров). В афелии объект удаляется на 2512,29 а.е. от Солнца (328 миллиардов километров), что больше, чем у 2013 BL76, (308933) 2006 SQ372 и 2013 AZ60, но меньше, чем у 2014 FE72 и 2005 VX3. Эксцентриситет орбиты e = 0,9885. Период обращения 2009 FW54 вокруг Солнца составляет 44,9 тыс. лет. Плоскость орбиты (i) наклонена на 77,96 °. 2009 FW54 вероятно является объектом рассеянного диска. В прошлом, возможно, 2009 FW54 был объектом внутренней части облака Оорта.

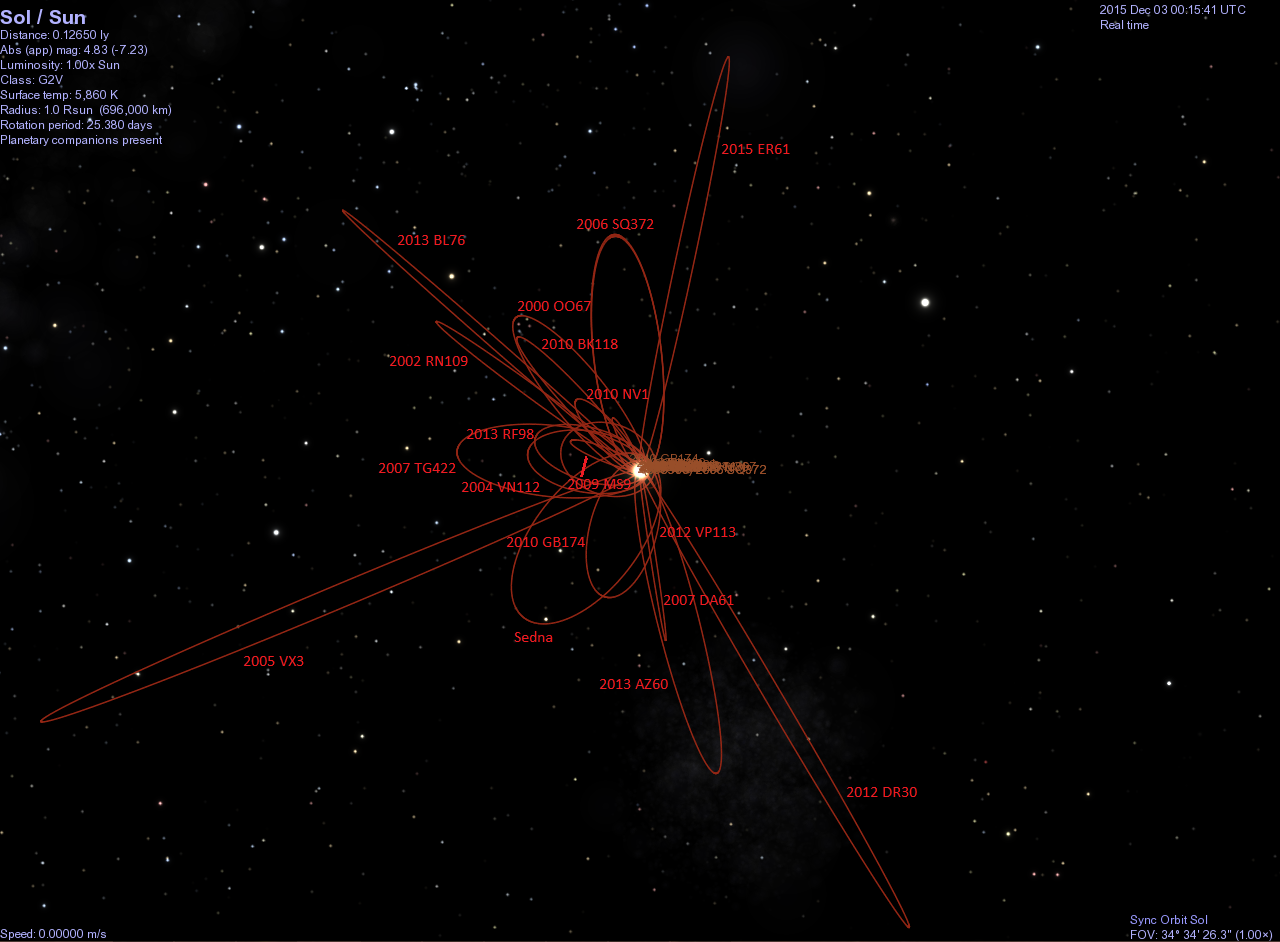
Орбита 2009 FW54 в сравнении с орбитами некоторых других небесных тел с очень большими афелиями. В том числе (90377) Седна, 2015 DB216 (орбита указана неправильно), (87269) 2000 OO67, VN112 2004, 2005 VX3, (308933) 2006 SQ372, 2007 TG422, 2007 DA61, MS9 2009, 2010 GB174, 2010 NV1, 2010 BK118, 2012 VP113, 2015 ER61, 2013 BL76, 2013 AZ60, 2013 RF98